# 女王蜂

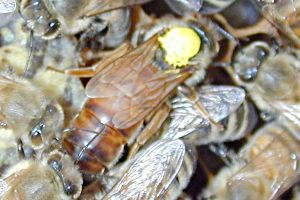
養蜂家により白い塗料でマーキングされた女王蜂。色で何年経過しているか管理することも行われ、識別番号のプレートを張り付ける養蜂家もいる。

女王蜂（、英: queen bee）は、群で生活を行う真社会性を有するハチの集団において、繁殖に携わる雌の個体のことである。その群れの中で中心として巣に単身で君臨するように見えることに由来するが、実際には群れを統率するというような行動や役割を有するものではなく、生物学的には生殖虫という。

## 概要
例えばミツバチ女王蜂の幼虫は4月～6月頃に巣の下端に作られる王台と呼ばれる独特な巣房中で育成され、ローヤルゼリーを大量に与えられる。ローヤルゼリーに含まれるロイヤラクチンが女王蜂分化を誘導する。産卵能力を持たない働き蜂に対して、女王蜂は大型で産卵機能のみが発達している。そのため、女王蜂は採集行動は一切行わず、産卵が主な仕事である。ミツバチの女王蜂は1分間に2個、1日で2000個の卵を産む。
また、女王蜂は9オキソデセン酸を主成分とする女王物質を分泌して、働き蜂の卵巣の発達を抑え、集団の求心力となる。女王物質の生産能力が落ちると新たな女王蜂が誕生し、古い女王は別の場所に移って新たな巣を作る（分封）。同時に複数の女王蜂が育った場合、先に羽化した女王蜂が別の女王蜂を殺す。
創作等では女王蜂と王蜂が巣に君臨しているように描かれる例もあるが、雄蜂は繁殖期以外にはあまり現れず、繁殖期を過ぎると働き蜂によって追い出される。
スズメバチの女王蜂もメスなので毒針を持つが攻撃性は低い(繁殖が最優先目的なため)。また働き蜂が羽化するまでは幼虫の世話をする。
働き蜂より3回り程大きい(オオスズメバチの場合約15mmの差)。

### クィーンパイピング
女王蜂は、パイピング ( listen)と呼ばれる特徴的な音を発する。
3種類が確認されており、以下のように区別されている。
1. 女王バチ専用巣室から出られない場合に発するクワッキング（quacking）
2. 殺すべきライバル女王蜂を探していることを知らせるトゥーティング (tooting)
3. 働き蜂などから攻撃を受けていることを知らせるシュリーキング (shrieking)